# Shining morn
Shining morn is een studioalbum van Gordon Giltrap. Het album is opgenomen in zijn eigen Elversound geluidsstudio. Het album bevat instrumentale veelal akoestische gitaarmuziek. Giltrap werd in de jaren tachtig gezien als gitaarheld, maar was te bescheiden om definitief door te breken. De muziek is vergelijkbaar met die van Harry Sacksioni. 

## Musici
- Gordon Giltrap – gitaren
- Iain Carnegie – percussie, strijkarrangementen
- Andrew Bernardi – viool
- Hilary Ashe-Roye – dwarsfluit
- Paul White – strijkinstrumenten
- Rick Wakeman – synthesizer
- Karen Tweed – accordeon

## Muziek
| Nr. | Titel                  | Duur |
| --- | ---------------------- | ---- |
| 1.  | Shining morn           | 2:09 |
| 2.  | Rachel’s reflections   | 2:13 |
| 3.  | Prayer for Phillippa   | 3:25 |
| 4.  | Five dollar guitar     | 2:27 |
| 5.  | Lazy sunday            | 2:15 |
| 6.  | Simply Margaret        | 2:24 |
| 7.  | Joy ride               | 3:32 |
| 8.  | Ladies of Lichfield    | 2:12 |
| 9.  | The passing of a queen | 3:35 |
| 10. | The dodo’s dream       | 7:37 |
| 11. | EM’s tune              | 3:29 |
| 12. | A tapestry of tears    | 2:48 |
| 13. | Forever gold           | 3:34 |
| 14. | Fairlight down         | 2:49 |
| 15. | Night                  | 3:21 |
| 16. | Tiggie’s tune          | 1:06 |
| 17. | By angle tarn          | 3:49 |
| 18. | Minus one              | 2:44 |
| 19. | Ive’s horizon          | 2:09 |
| 20. | Paula’s passion        | 2:24 |
| 21. | Roseberry topping      | 3:31 |
| 22. | Ring of Kerry          | 5:13 |
| 23. | Tears of joy           | 3:24 |
| 24. | Shining morn           | 2:06 |

The passion of a queen verwijst naar Anne Boleyn en Catherine Howard. A tapestry of tears is geïnspireerd op de muziek van luitenist John Dowland en de moderne gitaristen Raymond Burley, John Williams en Julian Bream. Forever gold is geschreven voor de 50-ste verjaardag van de carrière van Cliff Richard. 